# オレグ・コジェミャコ
オレグ・ニコラエヴィチ・コジェミャコ（ロシア語: Олег Николаевич Кожемяко、ラテン文字表記の例：Oleg Nikolaevich Kozhemyako、1962年3月17日 - ）は、ロシアの企業家、政治家。現在、沿海地方知事（2018年12月20日まで代行）。サハリン州知事、アムール州知事を歴任。

## 来歴
沿海地方チェルニゴフカ村出身。1982年にハバロフスク高等技術専門学校を卒業し、1992年に極東商業大学（現在は極東連邦大学に再編）を卒業する。海運ステーションに勤務を経て、兵役に就く。1987年農業協同組合（コーポラディヴ）「ガラテア」 GALATHEAを設立。ガラテアは花卉販売組合に成長した。1989年コーポラティヴ「プリモルスキー」（後に食糧供給企業「プリモルスク」）を設立。1995年Преображенская база тралового флота （ПБТФ、PBTF）社副会長に選出された。
2001年12月9日、沿海地方議会議員に選ばれる。2002年にはロシア連邦議会上院連邦会議代議員に選出された。沿海地方知事にセルゲイ・ダリキンが選出されると、これに反対していたが、前知事のエフゲニー・ナズドラチェンコへの支持は留保した。2004年9月29日、上院議員に再選され、セルゲイ・ミローノフ上院議長の顧問となる。
2004年12月5日、カムチャツカ地方知事選挙で14.14パーセントで3位。2005年1月18日、コリャーク自治管区副知事に就任する。3月9日、ウラジーミル・ロギノフ知事が辞任すると、4月14日、知事代行を経て、知事に就任する。2007年7月21日、国家評議会諮問委員会評議員、ロシア大統領府副長官。
2008年10月20日よりアムール州知事、2015年3月25日よりサハリン州知事。だが、2018年9月16日に行われた沿海地方知事選挙で不正が行われたとして選挙結果が無効になり知事職が空席になってしまったことを受け、コジェミャコが知事代行に横滑りの形で就任し、サハリン州知事は退任した。2018年12月16日執行の知事選挙で61.88％の票を獲得し当選、同年12月20日に就任。2023年9月10日の知事選挙では得票率72.78％で再選された。